# خالد بن سعود آل کبیر
شاهزاده خالد بن سعود الکبیر شاعر عربستانی است که در تابستان سال ۱۹۵۲ میلادی در شهر طائف به دنیا آمد.
او خالد بن سعود بزرگ بن عبدالعزیز بن سعود بن فیصل بن ترکی (بنیانگذار امیرنشین نجد) بن عبدالله بن محمد (مؤسس اولین دولت سعودی) بن سعود است. او در شهر ریاض و تحت سرپرستی مادرش (پس از فوت پدرش در سن پنج سالگی) بزرگ شد.